# KK Zapad Zagreb
KK Zapad je hrvatski košarkaški klub iz Zagreba. Prva ekipa nastupa u hrvatskoj A-2 ligi.
U upravni odbor izabrani su ravnatelji svih škola s područja zapadnog dijela Zagreba, predstavnik Vijeća gradske četvrti i predstavnici građana. Od tada klub vrlo uspješno djeluje u 7 škola (gimnazija L. Vranjanina, osnovne škole Malešnica, T. Brezovačkog, O. Ivekovića, A. Kovačića, Špansko-Oranice i N. Tesle) i natječe se u svim kategorijama.

## Povijest
KK Zapad je osnovan 13.6.2006. godine s ciljem promicanja košarkaške igre i brige o mladima. Za sezonu 2010./2011. KK Zapad je sklopio ugovor s novim sponzorom i jednu sezonu nastupa pod imenom Zapad Cedevita. Danas klub usko surađuje s najtrofejnijim hrvatskim klubom "Cibona".
Od sezone 2011./2012. sve mlađe selekcije natječu se u Prvoj ligi Centar. 
Seniori u sezoni 2012./2013. osvajaju prvo mjesto u B1 ligi čime osiguravaju direktan ulazak u A2 ligu.
Naziv kluba kroz povijest: 
- Zapad (2006. - '10.)
- Zapad Cedevita (2010. - '11.)
- Zapad (2011. - )

## Vanjske poveznice
- Službena stranica